# Urubici
Urubici là một đô thị thuộc bang Santa Catarina, Brasil. Đô thị này có diện tích 1019 km², dân số năm 2007 là 10622 người, mật độ 10,4 người/km².